# Dekanat szamotulski
Dekanat szamotulski – jeden z 43 dekanatów archidiecezji poznańskiej, składa się z dziewięciu następujących parafii:
- parafia pw. Podwyższenia Krzyża Świętego (Cerekwica, Pamiątkowo)
- parafia pw. Narodzenia Najświętszej Maryi Panny (Kaźmierz)
- parafia pw. śś Apostołów Piotra i Pawła (Obrzycko)
- parafia pw. Matki Bożej Wniebowziętej (Ostroróg, Oporowo)
- parafia pw. św. Józefa Rzemieślnika (Popówko)
- parafia pw. św. Mikołaja (Słopanowo)
- parafia pw. Matki Bożej Pocieszenia i św. Stanisława Biskupa (Szamotuły)
- parafia pw. Świętego Krzyża (Szamotuły)
- parafia pw. św. Mikołaja (Żydowo, Lulin)

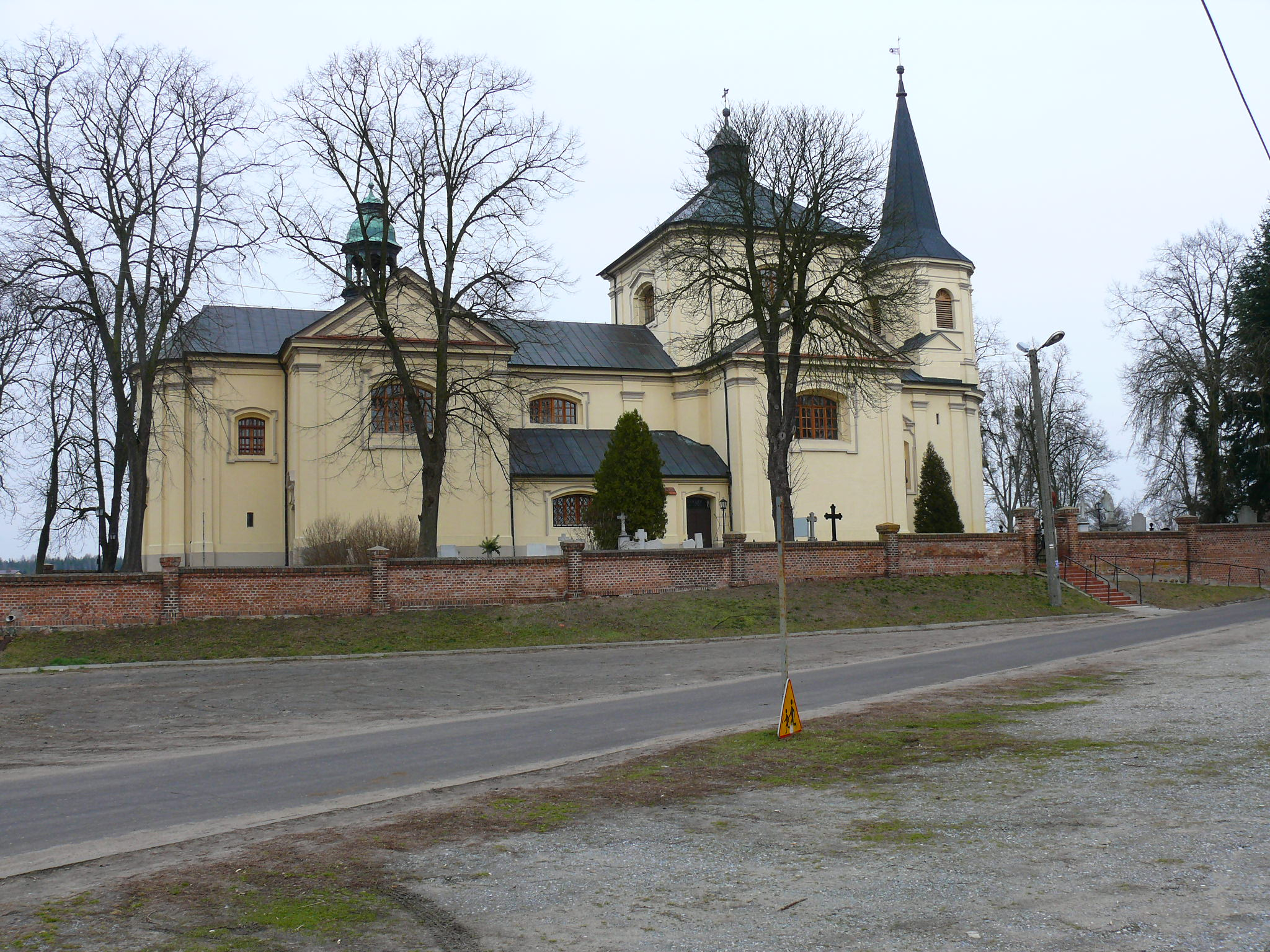
Kościół w Obrzycku

Administracyjnie dekanat położony jest na terenie miasta Szamotuły oraz gmin: Rokietnica, Ostroróg, Obrzycko, a także w prawie całej części gminy Szamotuły, we wschodniej części gminy Kaźmierz, oraz w zachodniej części gminy Oborniki (Popówko).